# 郑州铁路职工学校旧址
郑州铁路职工学校旧址位于河南省郑州市管城回族区东三马路，于2006年6月被河南省人民政府公布为第四批河南省文物保护单位。

## 历史
该建筑原为“郑州湖北会馆”，1920年，北洋政府交通部职工教育司在此处创办“京汉路郑州职工学校”，也称工人夜校。李大钊等人曾在此处讲学，并宣扬马克思主义，因此夜校成为中国共产党在河南最早组织工人活动的场所。1949年后，建筑由三益街小学使用。2004年6月由郑州二七纪念馆正式接管，并对其进行保护管理。

## 建筑
郑州铁路职工学校旧址为一座坐北朝南的平房，现有房屋8间，为砖木结构的两面坡起脊房，房内有12根木柱支撑。整座建筑青砖砌墙，小青瓦盖顶，房内青砖铺地，占地面积560平方米，建筑面积360平方米。